# Josef Falbisoner

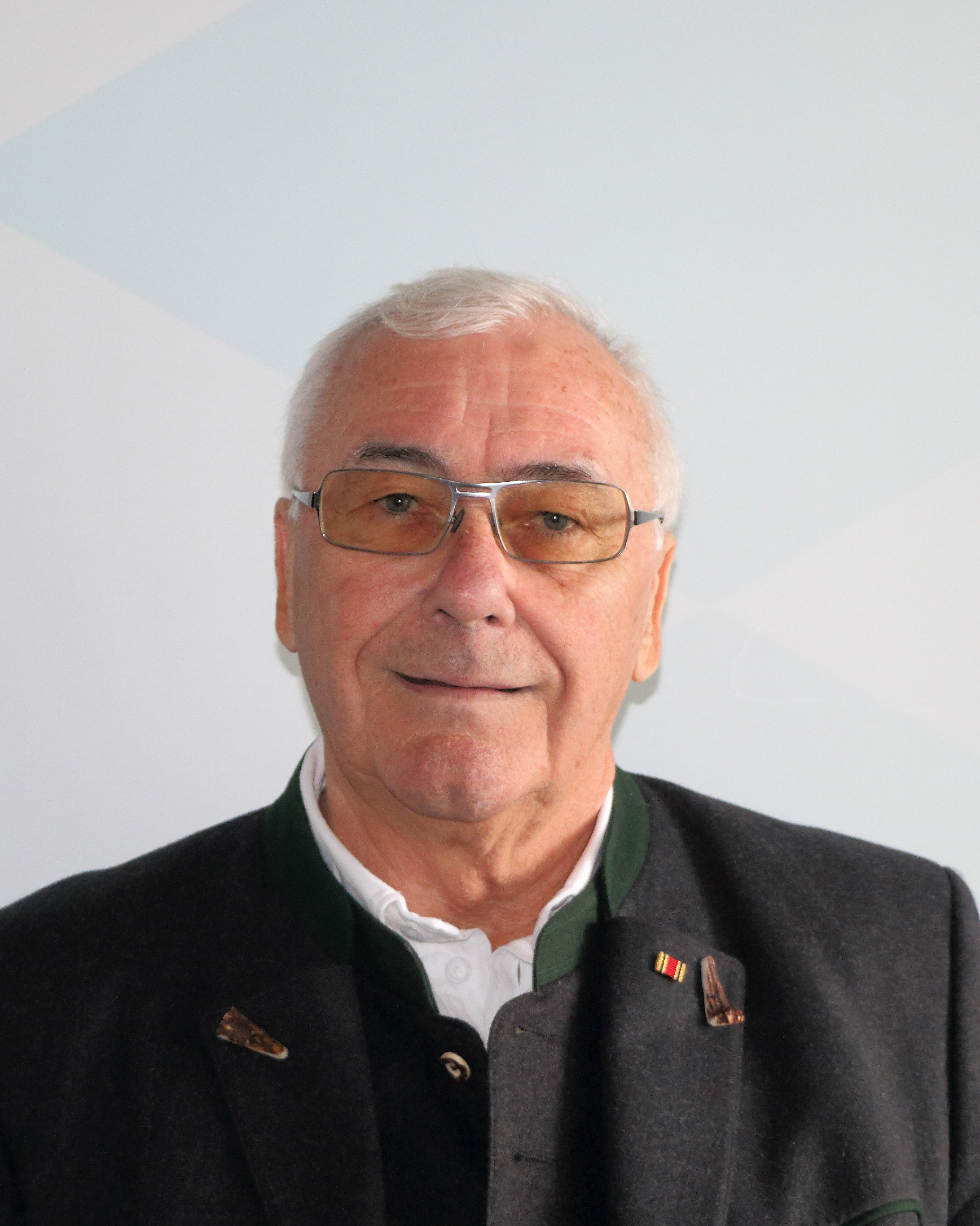
Josef Falbisoner

Josef Falbisoner (* 10. April 1950 in Mettenheim, Landkreis Mühldorf) ist ein ehemaliger deutscher Gewerkschaftsfunktionär. Er war Mitglied des Bayerischen Senats und Landesbezirksleiter von ver.di Bayern.

## Leben
Mit 14 Jahren begann Falbisoner eine Ausbildung zum Fernmeldehandwerker bei der damaligen Deutschen Bundespost. Später war er als Beamter im mittleren Fernmeldetechnischen Dienst bei der Bundespost tätig.
Ab dem Alter von 18 Jahren übernahm er verschiedene ehrenamtliche Tätigkeiten im Bereich der damaligen Postgewerkschaft. Als Jugendvertreter, Personalrat und als freigestellter Bezirkspersonalrat bestand seine Aufgabe vor allem in der Vertretung der Arbeiter und Beamten der damaligen Bundespost und späteren Telekom. Nebenbei absolvierte er die Berufsaufbauschule und erwarb im Jahr 1971 die Fachschulreife.
Im Jahr 1993 wurde er zum Vorsitzenden der Deutschen Postgewerkschaft (DPG) in Oberbayern und Schwaben gewählt. Vier Jahre später übernahm er den Vorsitz der DPG Südbayern, zwei Jahre später führte er dann die DPG im Landesbezirk Bayern. In dieser Zeit gehörte er sowohl dem Hauptvorstand, wie auch dem Gewerkschaftsrat der DPG an. Mit dem Zusammenschluss der fünf Gründungsgewerkschaften DPG, HBV, ÖTV, DAG und IG Medien zur Vereinten Dienstleistungsgewerkschaft ver.di im Jahr 2001 wurde er deren Landesbezirksleiter in Bayern bis zum Jahr 2010. Von 1993 bis 2010 war er auch im Bezirksvorstand des DGB Bayern.
Von 1997 bis 2010 war er Aufsichtsrat der Deutschen Telekom. Im Jahr 1990 wurde er ehrenamtlicher Vorstand, später dann Mitglied des Aufsichtsrats bei der PSD Bank München, von 2011 bis Juni 2016 auch dessen Vorsitzender. Von 1995 bis zum Jahr 2020 übernahm er als Mitgliedervertreter bei der Vereinigten Postversicherung (VVaG) Verantwortung. Vom 1. Januar 1996 bis 31. Dezember 1999 war er Mitglied des Bayerischen Senats.
Seit 1971 ist er Mitglied in der SPD.
Er lebt seit 1964 in München, ist verheiratet und hat zwei Kinder.

## Ehrungen
- Bundesverdienstkreuz am Bande (Verleihung am 21. Mai 2012)[1]
- Ehrennadel in Silber des Deutschen Genossenschafts- und Raiffeisenverbandes